# Хохряков, Виктор Иванович
Ви́ктор Ива́нович Хохряко́в (13 (26) июля 1913, Уфа—20 сентября 1986, Москва) — советский актёр, театральный режиссёр, мастер художественного слова (чтец). Народный артист СССР (1973). Лауреат двух Сталинских премий (1949, 1951).

## Биография
Виктор Хохряков родился 13 (26) июля 1913 года в Уфе.
В 1921—1929 годах учился в школе-девятилетке в Уфе, одновременно, 1921—1926 годах — ученик реквизитора и бутафора в Уфимском городском театре.
В 1926—1927 годах — руководитель драматического кружка и артист коллектива «Серая блуза» Дома работников просвещения в Уфе. В 1929 году — артист вспомогательного состава Башкирского театра ЦСПС и одновременно счетовод Чураевского Гнездового объединения семеноводческих колхозов (Бирский кантон Башкирской АССР).
В 1929—1933 годах учился в Ленинградском техникуме сценических искусств (ныне Российский государственный институт сценических искусств) (педагог Н. В. Петров).
В 1933—1940 годах — актёр Харьковского русского драматического театра, в 1940—1953 — Центрального театра транспорта в Москве (ныне Московский драматический театр имени Н. В. Гоголя).
В 1953—1960 и с 1962 года и до конца жизни — актёр и режиссёр Малого театра.
В 1960—1962 годах — актёр Актёрской студии при «Мосфильме» (ныне Центр театра и кино под руководством Никиты Михалкова).
В Харькове стал известен как чтец на эстраде. Много работал на радио, принимал участие в дублировании иностранных фильмов.
В кино начал сниматься с 1946 года.
В 1974—1975 годах преподавал в Высшем театральном училище (институт) им. М. С. Щепкина при Малом театре СССР (художественный руководитель Киргизской студии).
Член ВКП(б) с 1939 года.

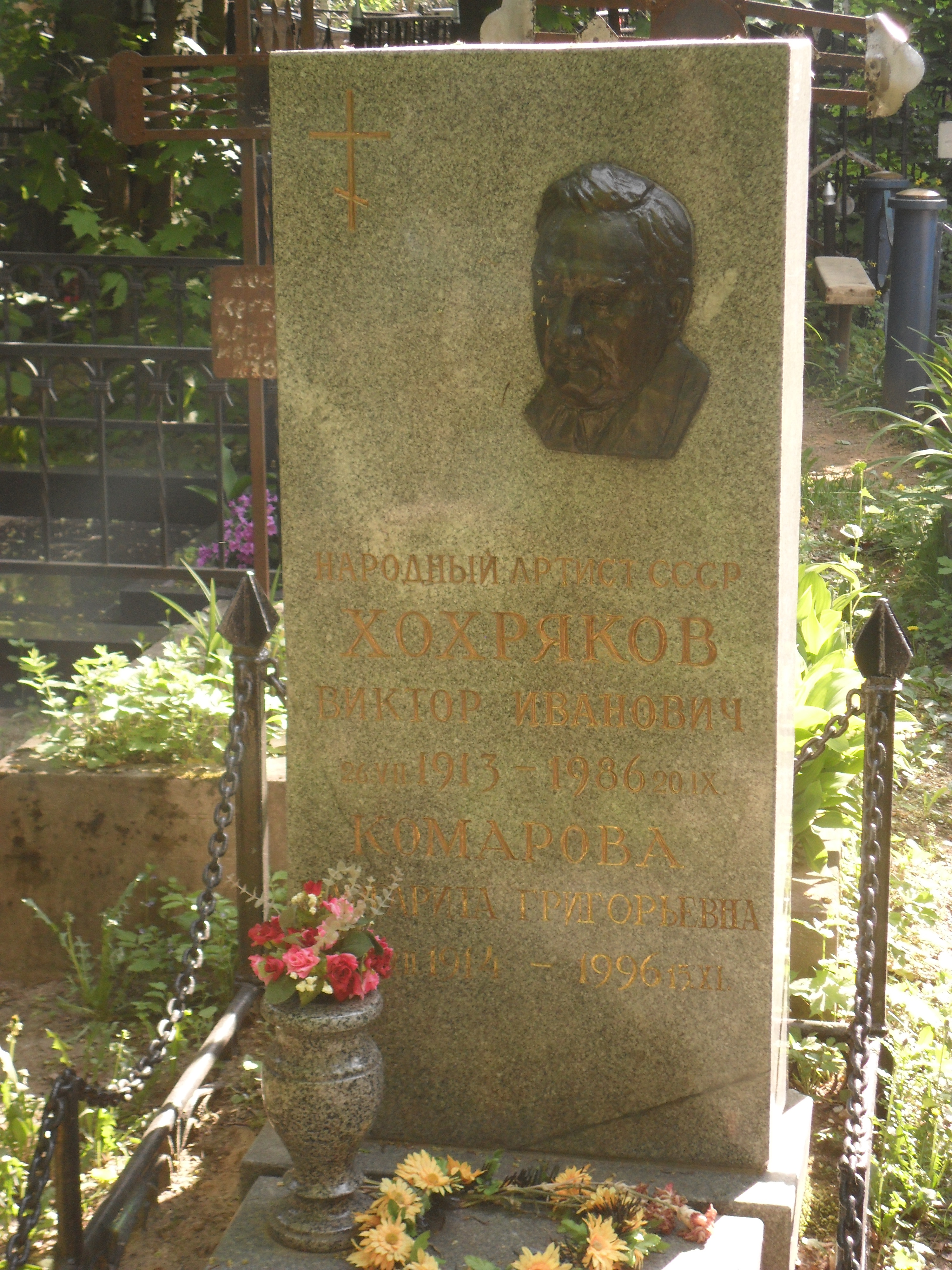
Могила Хохрякова на Ваганьковском кладбище.

Виктор Иванович Хохряков умер 20 сентября 1986 года в Москве. Похоронен на Ваганьковском кладбище (25 уч.).

## Звания и награды
- Заслуженный артист РСФСР (1950)
- Народный артист РСФСР (1965)
- Народный артист СССР (1973)
- Сталинская премия первой степени (1949) — за исполнение роли Ивана Фёдоровича Проценко в фильме «Молодая гвардия» (1948)[5]
- Сталинская премия третьей степени (1951) — за исполнение роли Милягина в фильме «Великая сила» (1949)
- Орден Октябрьской Революции (1974)
- Орден Трудового Красного Знамени (1983)
- Два ордена «Знак Почёта» (1945, 1950)[6]
- Медаль «За доблестный труд в Великой Отечественной войне 1941—1945 гг.» (1945)
- Медаль «В память 800-летия Москвы» (1947)
- КФ республик Закавказья и Украины в Киеве (1969, Премия за лучшую мужскую роль, фильм «Ошибка Оноре де Бальзака»)
- Нагрудный знак «Почётный железнодорожник» (1944)

## Творчество

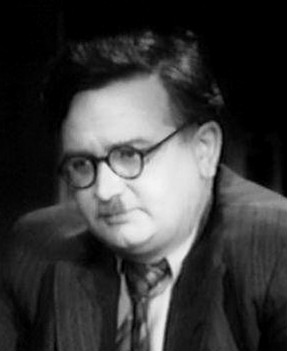
В роли ответственного редактора в фильме «Драгоценные зёрна» (1948)

### Роли в театре
- «Недоросль» Д. И. Фонвизина — Митрофан Простаков
- «Три сестры» А. П. Чехова — Андрей Сергеевич Прозоров
- «Со всяким может случиться» Б. С. Ромашова — Очередько
- «Свадьба Кречинского» А. В. Сухово-Кобылина — Иван Антонович Расплюев
- «Испанский священник» Дж. Флетчера — Лопес
- «Шельменко-денщик» Г. Ф. Квитки-Основьяненко — Потап Шельменко
- «Поют жаворонки» К. Крапивы — Пытлеваный
- «Бесприданница» А. Н. Островского — Юлий Капитонович Карандышев
- «Русские люди» Симонова — Иван Иванович Глоба[1]
- «Бронепоезд 14-69» Вс. В. Иванова — Вершинин
- «Хождение по мукам» по А. Н. Толстому — Иван Ильич Телегин
- «Мамаша Кураж и её дети» Б. Брехта — Повар
- «На берегу Невы» К. А. Тренёва — Буранов
- «Машенька» А. Н. Афиногенова — Киреев
- «Буря» В. Т. Лациса — Никур

#### Малый театр
1953—1954 годы
- «Московский характер» А. В. Софронова — Алексей Кирьянович Потапов
- «Иван Грозный» А. Н. Толстого — М. И. Воротынский
- «Иначе жить нельзя» А. В. Софронова — Курт Штейгер
- «Варвары» М. Горького — Василий Иванович Редозубов
- «Когда ломаются копья» Н. Ф. Погодина — Замминистра
- «Иван Рыбаков» В. М. Гусева — Иван Сергеевич Рыбаков

1954—1955 годы
- «Сердце не камень» А. Н. Островского — Потап Каркунов
- «Крылья» А. Е. Корнейчука — Гавриил Онуфриевич Овчаренко
- «Волки и овцы» А. Н. Островского — Василий Иванович Беркутов

1955—1956 годы
- «Доктор философии» Б. Нушича — Живота Цвийович
- «Макбет» У. Шекспира — Привратник

1956—1957 годы
- «Власть тьмы» Л. Н. Толстого — Митрич

1957—1958 годы
- «Каменное гнездо» Х. Вуолийоки — Хозяин Симола
- «Васса Железнова» М. Горького — Сергей Петрович

1958—1959 годы
- «Весёлка» Н. Я. Зарудного — Антон Кряж
- «Карточный домик» О. Н. Стукалова — Отец

1962—1963 годы
- «Браконьеры» Э. Раннета — Яагуп
- «Перед ужином» В. С. Розова — Егоров
- 1963 — «Нас где-то ждут» А. Н. Арбузова — Орёл

1963—1964 годы
- «Волки и овцы» А. Н. Островского — Василий Иванович Беркутов
- «Порт-Артур» И. Ф. Попова и А. Н. Степанова — Адмирал Макаров
- «Привидения» Г. Ибсена — Энгстранд

- 1964 — «Украли консула» Г. Д. Мдивани — Антонио
- 1964 — «Главная роль» С. И. Алёшина — Виталий Андреевич
- 1966 — «Ревизор» Н. В. Гоголя — Артемий Филиппович Земляника
- 1966 — «Доктор философии» Б. Нушича — Живота Цвийович
- 1966 — «Твой дядя Миша» Г. Д. Мдивани — Ермаков
- 1966 — «Страница дневника» А. Е. Корнейчука — Гроза
- 1967 — «Волшебное существо» А. П. Платонова и Р. И. Фраермана — Череватов
- 1967 — «Джон Рид» Е. Р. Симонова — Полицейский
- 1969 — «Дачники» М. Горького — Двоеточие
- 1970 — «Эмигранты» А. В. Софронова — Глазырин
- 1970 — «Инженер» Е. С. Каплинской — Малиновский
- 1972 — «Самый последний день» по Б. Л. Васильеву — Комиссар
- 1973 — «Царь Фёдор Иоаннович» А. Н. Толстого — Андрей Петрович Луп-Клешнин
- 1973 — «Не всё коту масленица» А. Н. Островского — Ахов
- 1975 — «Горе от ума» А. С. Грибоедова — Павел Афанасьевич Фамусов
- 1976 — «Беседы при ясной луне» по В. М. Шукшину — Матвей
- 1977 — «Признание» С. А. Дангулова — Илья Репнин
- 1978 — «Головокружение» Г. Саркисяна — Бероян
- 1981 — «Без вины виноватые» А. Н. Островского — Дудукин
- 1983 — «Мой любимый клоун» В. Б. Ливанова — Баттербард
- 1984 — «Живой труп» Л. Н. Толстого — князь Абрезков

### Режиссёр

#### Центральный театр транспорта
- 1956 — «Случайные встречи» В. Е. Бахнова и Я. А. Костюковского

#### Малый театр
- 1957 — «Каменное гнездо» Х. Вуолийоки (совместно с М. Н. Гладковым)
- 1965 — «Доктор философии» Б. Нушича. Постановка К. А. Зубова. Спектакль возобновлён В. И. Хохряковым и М. Н. Гладковым
- 1967 — «Высшая мера» М. Б. Маклярского и К. И. Рапопорта (совместно с Б. Ф. Горбатовым)
- 1973 — «Не всё коту масленица» А. Н. Островского
- 1974 — «Одиннадцатая заповедь» Ф. Ф. Шамберка
- 1981 — «Без вины виноватые» А. Н. Островского (совместно с А. В. Бурдонским)

### Радиотеатр
- Чаковский А. — У нас уже утро (В.Хохряков, Б.Толмазов, Л.Свердлин, В.Гуров-Лихошерстов, В.Гнедочкин и др.) (1950)
- Нушич Б. — Доктор философии (МТ СССР В.Хохряков, Е.Еланская, А.Обухова, А.Щепкина, К.Михитаров и др.) (1956)
- Катаев В. — Белеет парус одинокий (фрагм. чит. Г.Иванова, В.Хохряков) (1958)
- Лесков Н. — Грабеж (чит. В.Хохряков) (1959)
- Сказка — По щучьему велению (В.Хохряков, Вл. Лепко, Е.Кузнецова, А.Покровский, Кл. Ростовцева, Е.Сипалина) (1959)
- Бубеннов М. — Орлиная степь (В.Хохряков, Ю.Борисова, Е.Урбанский, Г.Волчек) (1960)
- Сизова Магдалина — Юность Ломоносова (Кваша, Бокарёва, Т.Пельтцер, Хохряков, реж. Литвинов, Веледницкая) (1961)
- Островой С. — Поэма «Мать» (чит. В.Хохряков) (1961)
- Рыбасова Т. — Фёдор Волков (Малый театр, Ю.Соломин, В.Хохряков, Ю.Аверин, В.Евстратова) (1963)
- Очеретин В. — Сирена (В.Борцов, И.Любезнов, Н.Подгорный, Б.Телегин, В.Хохряков и др. (1963)
- Липатов Виль — Глухая мята (Е.Самойлов, М.Корабельникова, С.Некрасов, В.Хохряков и др.) (1964)
- Чернышева З. — Иван Федорович Горбунов (П.Вишняков, И.Любезнов, А.Покровский, П.Садовский, В.Хохряков) (1966)
- Мэккин Уолтер — Прелестная Леди (чит. Хохряков Виктор) (1966)
- Чернышева З. — Дебют М.Ермоловой. (В.Бабятинский, В.Хохряков, Э.Марцевич) (1971)
- Народная былина — Микула и Вольга (чит. Хохряков В.) (1975)
- Репко Й. — Тайна чёрного кургана (Бордуков, Борзунов, Карташёва, Погоржельский, Хохряков) (1975)
- Троепольский Г. — Белый Бим — Чёрное ухо (А.Попов, И.Потоцкая, В.Хохряков, И.Андрюшенас) (1977)
- Пушкин А. — Дубровский (А.Консовский, В.Хохряков, О.Яковлева, Г.Бортников, Л.Веледницкая) (1978)
- Некрасов Н. — Стихотворения (Праздник жизни, молодости годы… и др. чит. В.Хохряков) (1978)
- Нагибин Ю. — Ночной гость (чит. В. Хохряков, А. Борзунов, М. Львов и др) (1979)
- Симонов К. — История одной любви (Т.Васильева, В.Хохряков, Б.Невзоров, реж. Э.Кольбус) (1979)
- Кононенко Е. — Коммунисты ленинского призыва (лит. чит. В.Хохряков) (1979)
- Кларов Ю. — Расследование возобновить (Н.Волков, А.Вокач, С.Цейц, В.Хохряков, В.Невинный, Е.Васильева, И.Костолевский, реж. Алексей Соловьёв) (1979)
- Бунин И. — Танька (инсц. стр. рассказа чит. З.Бокарева и В.Хохряков) (1979)
- Соколов В. — Такая у нас работа (В.Хохряков, Г.Анисимова, И.Охлупин, Л.Коровкина) (1980)
- Панова В. — Евдокия. (стр. повести чит. Хохряков, Кочетков, Леньков и др) (1980)
- Алексеев М. — Драчуны (чит. В.Хохряков) (1982)
- Погодин Н. — Весенняя земля (В.Хохряков, В.Невинный, реж. Н.Бирюлина) (1983)
- Достоевский Ф. — История одного музыканта. Неточка Незванова (Гребенщикова, Борисов, Ю.Яковлев, В.Хохряков, реж. Л.Веледницкая) (1983)
- Устная библиотека поэта — творческий вечер Виктора Ивановича Хохрякова (22.11.1983)
- Хлебников В., Асеев Н. — Страницы русской русской поэзии 18-20 в.в. (чит. В.Хохряков, В. В. Персик, Я.Смоленский, Н.Асеев) реж. А.Николаев. (1983)
- Былины и сказания — Илья Муромец (чит. В.Хохряков, Л.Кареев, В.Дружников, реж. Е.Резникова) (1984)
- Чернышева З. — Кулибин (А.Абрамов, Н.Волков, В.Хохряков) (1985)

### Фильмография
- 1946 — Во имя жизни — Владимир Петров
- 1947 — Новый дом — Кузьма Тимофеевич Вешняк
- 1948 — Драгоценные зёрна — ответственный редактор областной газеты
- 1948 — Страницы жизни — инженер Хомутов
- 1948 — Путь славы — Пономарёв
- 1948 — Молодая гвардия — Иван Фёдорович Проценко
- 1948 — Мичурин — Рябов
- 1948 — Повесть о настоящем человеке — Андрей Дегтяренко
- 1949 — Сталинградская битва — Г. М. Маленков
- 1950 — Великая сила — Тимофей Милягин, директор сельскохозяйственного института
- 1950 — Донецкие шахтёры — А. Ф. Засядько
- 1952 — Навстречу жизни — председатель выпускной комиссии
- 1952 — Римский-Корсаков — А. К. Глазунов
- 1954 — Два друга — Игорь Александрович, директор школы
- 1955 — Судьба барабанщика — «дядя Вася»
- 1956 — В добрый час! — профессор Пётр Иванович Аверин
- 1956 — Выигрышный билет (короткометражный) — Иван Дмитриевич
- 1959 — В степной тиши — Соколов
- 1959 — Необыкновенное путешествие Мишки Стрекачёва — Коренев
- 1960 — Время летних отпусков — Таран, зам. начальника треста «Печорнефть»
- 1960 — Чужая беда — Табаков
- 1960 — Леон Гаррос ищет друга — администратор театра
- 1960 — Евгения Гранде — де Грассен
- 1961 — Братья Комаровы — папа Комаров
- 1961 — Суд сумасшедших — Зигфрид Грубер
- 1961 — Наш общий друг — Рокотов Владимир Иванович
- 1961 — Музыка Верди — Сучков
- 1961 — Зелёный патруль — секретарь райкома
- 1961 — Две жизни — комендант Царскосельского дворца
- 1961 — Будни и праздники — артист Хохряков
- 1961 — А если это любовь? — Павел Рамзин
- 1961 — Алые паруса — Сандро, трактирщик
- 1962 — Остров Ольховый (короткометражный) — Алексей Иванович Ардатов
- 1962 — Семь нянек — начальник колонии
- 1962 — Павлуха — Казарян
- 1962 — Фитиль (киножурнал) (выпуск № 6 «Ключи») — заведующий фондами
- 1962 — Ход конём — Иван Кузьмич Лёвшин
- 1965 — Игра без правил — полковник Маккензи
- 1965 — Погоня — Сергей Петрович, генерал
- 1965 — Чистые пруды — Тридесятов, отец Кати
- 1966 — Сказки русского леса — лесничий
- 1968 — Улыбнись соседу — Игорь Алексеевич Вершинин
- 1968 — Ошибка Оноре де Бальзака — Оноре де Бальзак
- 1972 — Длинная дорога в короткий день — Шульга, академик
- 1973 — Истоки — Тихон Солнцев, секретарь горкома
- 1973 — Каждый день доктора Калинниковой — отец Танечки
- 1974 — Любовь земная — Олег Максимович Чубарев
- 1974 — Повесть о человеческом сердце — Стеклов, хирург, дедушка Вовы
- 1975 — Ольга Сергеевна — Фёдор Николаевич

#### Телеспектакли
- 1956 — Крылья — Овчаренко
- 1967 — Пропавший чиновник — начальник полиции
- 1973 — Инженер — Борис Елисеевич Малиновский
- 1973 — Самый последний день — комиссар
- 1974 — Бенефис Веры Васильевой — камео
- 1974 — Дом Островского — Ахов / ведущий
- 1977 — Вызов — Иван Тарасович Берест
- 1978 — Не всё коту масленица — Ермил Зотыч Ахов
- 1981 — Беседы при ясной луне — Матвей
- 1981 — Царь Фёдор Иоаннович — Андрей Петрович Луп-Клешнин
- 1985 — Без вины виноватые — Нил Стратоныч Дудукин
- 1986 — Мой любимый клоун — Баттербард

#### Озвучивание
- 1958 — Сказка о Мальчише-Кибальчише (мультфильм) — Рассказчик
- 1961 — Дракон (мультфильм) — 2-й герой
- 1973 — Лиса и заяц (мультфильм) — текст от автора
- 1978 — Краденое солнце (мультфильм) — текст от автора
- 1979 — Синема в Росси (документальный) — текст за кадром
- 1981 — Поросёнок в колючей шубке (мультфильм) — текст от автора

#### Дубляж
- 1960 — Спартак — Гракх (роль Ч. Лаутона)[7] (дубляж киностудии «Мосфильм», 1967 г.)

#### Режиссёр
- 1967 — Пропавший чиновник (фильм-спектакль) (совм. с Е. Я. Весником, А. В. Казьминой)
- 1978 — Не всё коту масленица (фильм-спектакль) (постановщик спектакля) (совм. с В. Храмовым)
- 1985 — Без вины виноватые (фильм-спектакль) (совм. с А. В. Бурдонским

#### Архивные кадры
- 2002 — Виктор Хохряков (из цикла телепрограмм канала ОРТ «Чтобы помнили») (документальный)